# 김재형 (연출가)
김재형(金在衡, 1936년 6월 5일 - 2011년 4월 10일)은 대한민국의 드라마 연출감독이다. 본관은 안동.

## 생애
1936년 충청북도 음성에서 태어나 서울삼청초등학교, 휘문중학교, 경기상업고등학교 졸업을 거쳐 동국대학교 국어국문학과를 학사 학위 취득한 그는 1953년 연극배우 첫 데뷔했고 1955년 CBS 기독교방송 라디오 성우 공채 1기 입사를 거쳐 1961년 KBS에 텔레비전 드라마 PD로 이적 입사했다. 40년간 250여 편의 드라마를 연출했으며, KBS 제작국 부국장, KBS TV제작본부 제작위원 등을 역임했다. 대경대학 방송연예제작과 교수, 용인대학교 미디어예술학부 영화영상전공 객원교수, 동국대학교 문예창작과 석좌교수, 한국공연예술종합학교 학장 등을 지내기도 했다. 제1회 계룡 국제밀리터리 영화제 집행위원회 위원장을 맡은 바 있다. 2007년 248번째 연출작인 《왕과 나》 방송 도중 췌장염으로 인한 건강 악화를 이유로 연출에서 중도하차했으며 이 작품을 끝으로 은퇴했다. 2011년 위궤양 천공 수술을 받은 뒤 회복하지 못하고 4월 10일 사망했다.
대한민국 최초 사극 드라마로 꼽히는 《국토만리》를 시작으로 《용의 눈물》, 《한명회》, 《여인천하》, 《왕과 나》등 수백 편에 이르는 사극을 연출하며 한때 장형일과 함께 사극 드라마 명장의 양대산맥으로 통했다. 《용의 눈물》과 《여인천하》를 연달아 히트시키며 제작비에 비해 시청률이 잘 나오지 않는다는 사극에 대한 고정관념을 깨었고 브리태니커 사전 1998년판에 화제의 인물로 게재되기도 했다. 슬하에 2남 2녀를 두었으며 장남은 영화감독 겸 제작자인 김창만, 차남은 CF 감독인 김두만이다. 그러나, 1996년 8월부터 1998년 5월까지 <용의 눈물> 촬영 당시 조연급 탤런트들로부터 금품을 받았다는 이유 탓인지  1999년 8월 19일 배임수재 혐의로 불구속 기소되었고 결국 KBS 1TV 태조 왕건 연출에서 손을 떼야 했으며 1999년 11월 26일 서울지검으로부터 징역 2년, 추징금 1612만원이 구형되었고 이후 자신의 프로덕션까지 차려가며 타방송사로 처음 옮겨 연출한 SBS <여인천하>로 재기에 성공했지만 이 사건 이후로 영원히 KBS에 돌아오지 못했다. 또한 부전자전으로 그의 아들도 배우 임금체불로 소송에 휘말렸다.
한편, 82년 《춘희》로 영화감독 데뷔를 했으나  베드신을 많이 넣자고 주장하는 제작자와 갈등을 겪어 흥행에 실패했으며 그 이후 삼청교육대를 배경으로 한 영화를 만들 계획이었지만 제작이 취소됐다.

## 작품 목록
- 1962년 KBS 《국토만리》
- 1978년 TBC 《상노》
- 1980년 TBC 매일연속극 → KBS1 일일연속극 《달동네》
- 1982년 《춘희》(영화)
- 1985년 《꽃반지》
- 1986년 KBS2 일일연속사극 《임이여 임일레라》
- 1986년 《사부곡》
- 1987년 《이화》
- 1989년 《천명》
- 1990년 KBS1 특집드라마 《왕조의 세월》
- 1991년 KBS1 대하드라마 《왕도》
- 1992년 KBS2 주말연속극 《숲속의 바람》
- 1992년 KBS2 금요사극 《비가비》
- 1994년 KBS2 월화드라마 《한명회》
- 1995년 KBS2 월화드라마 《서궁》
- 1996년 KBS1 대하드라마 《용의 눈물》
- 2001년 SBS 대하사극 《여인천하》
- 2003년 SBS 대하사극 《왕의 여자》
- 2007년 SBS 대하사극 《왕과 나》(중도하차)

## 가족
- 첫째 아들 장남 김창만
- 둘째 아들 차남 김두만

## 수상 경력
- 제11회(1975) 백상예술대상 TV 연출상
- 제44회(1995) 서울시문화상 (언론부문)
- 제24회(1997) 한국방송대상 개인부문 TV프로듀서상
- 제8회(1997) 위암 장지연상 (방송부문)
- 제10회(1998) PD상 올해의 프로듀서상
- 제2회(2008) 한민족문화예술대상 영상예술부문상

## 기타 사항
- 왕과 비 후속으로 99년 12월 말 첫 회가 나갈 예정이었던 태조 왕건의 담당 PD로 낙점됐지만 수뢰 혐의로 구속되는 바람에 연출을 포기했으며[10] 이 과정에서 99년 11월 26일 배임수재죄가 적용되어 벌금 1000만원과 추징금 1612만원이 선고된 바 있었다[11].

## 같이 보기
- 장형일
- 김종학